# Зуденков, Михаил Викторович
Михаил Викторович Зуденков   26 апреля 1970) — советский и российский футболист, выступавший на позиции полузащитника и нападающего. Сыграл 18 матчей и забил 3 гола в высшей лиге России.

## Карьера
Воспитанник СДЮШОР-3 Советского РОНО города Москва (ныне футбольная школа «Чертаново»), тренировался у Юрия Павловича Корнова, его товарищами по команде 1970 г.р. были известные в будущем игроки Андрей Саморуков, Игорь Чугайнов, Андрей Губернский.
В юношеском возрасте перешёл в СК ЭШВСМ, выступал за его старшую команду во второй лиге СССР.
С 1990 года играл за московский «Асмарал», в его составе стал победителем второй низшей лиги (1990) и второй лиги (1991) чемпионата СССР. 9 апреля 1992 года дебютировал в высшей лиге России в матче против «Крыльев Советов», заменив на 87-й минуте Юрия Гаврилова. 12 июля того же года в игре против «Шинника» забил свой первый гол на высшем уровне. Всего в сезоне 1992 сыграл 16 матчей и забил три мяча, на следующий год принял участие в двух матчах в начале сезона.
В 1993 году в возрасте 23-х лет завершил профессиональную карьеру. В дальнейшем выступал за любительские команды Москвы и области.